# Montrœul-au-Bois
Ne doit pas être confondu avec Montrœul-sur-Haine.
Montrœul-au-Bois est une section de la commune belge de Frasnes-lez-Anvaing, située en Région wallonne dans la province de Hainaut. Elle fait partie du parc naturel du Pays des collines.
Auparavant une commune indépendante, elle a été rattachée à la commune de Frasnes-Lez-Anvaing lors de la Fusion de communes en Belgique le 1er janvier 1977.
S'y situent différents lieux-dits, tels que Le bois de Pétrieux, une forêt d'environ 100 hectares dans laquelle se trouvent plusieurs ruisseaux sources du Rhosnes. Un des chemins du bois de Pétrieux diverge vers le Trou Robin, une colline reliant Montrœul-au-Bois et le village de Herquegies.

## Évolution démographique
- Sources : INS, Rem. : 1831 jusqu'en 1970 = recensements, 1976 = nombre d'habitants au 31 décembre.

## Patrimoine et culture

### Patrimoine architectural
- Église Saint Martin.

### Culture
- Pèlerinage à Notre-Dame des Joyaux le lundi de Pentecôte.